# Klaus Lange (Jurist)
Klaus Lange (* 6. August 1939 in Dessau; † 4. August 2020 in Gießen) war ein deutscher Rechtswissenschaftler und Hochschullehrer.

## Leben
Nach dem Abitur am Kaiser-Wilhelm-Gymnasium Hannover studierte Lange Rechtswissenschaft, Wirtschaftswissenschaften und Soziologie an den Universitäten Marburg, Paris, München und Göttingen. 1963 legte er die erste juristische Staatsprüfung und 1965 die Prüfung als Diplom-Volkswirt ab. 1967 wurde er mit der Dissertation „Die Organisation der Region“ bei Werner Weber an der Juristischen Fakultät der Universität Göttingen promoviert. 1969 folgte die große juristische Staatsprüfung und 1972 mit der wirtschaftsverwaltungsrechtlichen Habilitationsschrift „Verkehr und Öffentliches Recht“ die Habilitation an der Göttinger Juristischen Fakultät für das Gebiet Öffentliches Recht.
Nach einer Tätigkeit als Wissenschaftlicher Rat und Professor an der Ruhr-Universität Bochum übernahm Lange 1978 die Professur für Öffentliches Recht (später: Öffentliches Recht und Verwaltungslehre) am Fachbereich Rechtswissenschaft der Justus-Liebig-Universität Gießen. Von 1989 bis 1991 war er Vizepräsident dieser Universität. Von 1990 bis 2015 veranstaltete er, zuletzt zusammen mit Franz Reimer, das „Gießener Umweltrechtliche Praktikerseminar“. 2007 wurde er emeritiert.
Zu Langes Forschungsschwerpunkten gehörten das Allgemeine Verwaltungsrecht, das Umweltrecht und das Kommunalrecht. 2013 erschien sein Lehrbuch des Kommunalrechts. Lange war Mitherausgeber der von ihm 1997 eingerichteten Gießener Abhandlungen zum Umweltrecht und seit 2007 der LKRZ – Zeitschrift für Landes- und Kommunalrecht Hessen/Rheinland-Pfalz/Saarland. Seit 1981 war er Vertrauensdozent der Friedrich-Ebert-Stiftung.
Von 1984 bis 2014 war Lange Mitglied des Staatsgerichtshofs des Landes Hessen, von 1996 bis 2003 und 2008 bis 2009 war er dessen Präsident.
Lange war verheiratet und hatte eine Tochter und einen Sohn.

## Preise und Auszeichnungen
- 2005: Umweltpreis der Stadt Gießen
- 2014: Hessischer Verdienstorden